# Sveaflyg
Die Sveaflyg Scandinavia AB (im Markenauftritt Sveaflyg) war eine schwedische virtuelle Fluggesellschaft mit Sitz in Märsta und Basis auf dem Flughafen Örebro.

## Geschichte
Sveaflyg wurde am 16. Februar 2018 gegründet und führt hauptsächlich Charter- und ACMI-Flüge durch. Da das Unternehmen kein Air Operator Certificate (AOC) hat, wird der Flugbetrieb  von der slowenischen Fluggesellschaft Lipican Aer d.o.o.  mit einer Saab 340 durchgeführt. Sveaflyg hat die Strecke Stockholm/Arlanda – Visby im Sommer 2018 betrieben. Das Unternehmen wollte voraussichtlich im 4. Quartal 2019 ihre erste Saab 2000 einflotten. Ende Oktober 2019 gab Sveaflyg bekannt, die Route Stockholm/Arlanda – Örnsköldsvik ab dem 1. Februar 2020 zu bedienen. Anfang Januar 2020 wurde bekannt, dass Sveaflyg im Auftrag von Air Leap die Route Stockholm/Arlanda – Örnsköldsvik ab dem 1. Februar 2020 bedienen solle. Die schwedische Transportagentur registrierte am 22. Januar 2020 die Lipican Aer d.o.o. als offiziellen Betreiber der Saab 2000 mit den Kennzeichen SE-LOM. Im August 2020 wurde die Route Stockholm/Arlanda – Örnsköldsvik von Air Leap eingestellt.
Im April 2022 stellte das Unternehmen seine Tätigkeit ein.

## Flotte
Mit Stand Dezember 2021 bestand die Flotte der Sveaflyg aus zwei Flugzeugen mit einem Durchschnittsalter von 26,3 Jahren:
| Flugzeugtyp | Anzahl | bestellt | Luftfahrzeugkennzeichen                                      | Anmerkungen               | Sitzplätze |
| ----------- | ------ | -------- | ------------------------------------------------------------ | ------------------------- | ---------- |
| Saab 2000   | 2      |          | SE-KXK                                                       | betrieben von Lipican Aer | 50         |
| Saab 2000   | 2      | SE-LOM   | betrieben von Lipican Aer, betrieben für Air Leap (Schweden) |                           | 50         |
| Gesamt      | 2      | –        |                                                              |                           |            |